# They Came to a City
Pour plus de détails, voir Fiche technique et Distribution.
They Came to a City est un film britannique réalisé par Basil Dearden et sorti en 1944.

## Synopsis
Neuf personnes, de statuts et d'âges différents, se voient proposer la possibilité de vivre dans une ville idéale mais tous ne sont pas convaincus.

## Fiche technique
- Titre original : They Came to a City
- Réalisation : Basil Dearden
- Scénario : Basil Dearden, Sidney Cole, d'après la pièce éponyme de J.B. Priestley
- Direction artistique : Michael Relph
- Costumes : Marion Horn
- Photographie : Stanley Pavey
- Son : Len Page
- Montage : Michael Truman
- Production : Michael Balcon
- Production associée : Sidney Cole
- Société de production : Ealing Studios
- Société de distribution : Associated British Film Distributors
- Pays d'origine :  Royaume-Uni
- Langue originale : anglais
- Format : Noir et blanc  — 35 mm — 1,37:1 — son mono
- Genre : Film fantastique
- Durée : 78 minutes
- Dates de sortie : Royaume-Uni : 17 août 1944

## Distribution
- John Clements : Joe Dinmore
- Googie Withers : Alice
- Raymond Huntley : Malcolm Stritton
- Renee Gadd : Dorothy Stritton
- A.E. Matthews : Sir George Gedney
- Mabel Terry-Lewis : Lady Loxfield
- Ada Reeve : Mme Barley
- Norman Shelley : M. Cudworth
- Fanny Rowe : Philippa